# Odejdź!
Odejdź! (nor. Leave) – norweski horror z 2022 roku w reżyserii Aleksa Herrona. W głównej roli wystąpiła Alicia von Rittberg. Film miał premierę kinową 28 października 2022 roku.

## Fabuła
Podczas deszczowej nocy policja odnajduje porzucone na cmentarzu niemowlę, owinięte w koc z symbolami satanistycznymi i z wilczym krzyżem na szyi. 20 lat później dorosła już Hunter próbuje rozwiązać zagadkę swojego pochodzenia i dowiedzieć się, czemu została porzucona przez rodziców. Śledztwo prowadzi ją do Norwegii, ale im bliżej jest do jej rozwiązania, tym bardziej nasilają się wizje, w których tajemnicza postać nakazuje jej przerwać dochodzenie.

## Obsada
- Alicia von Rittberg jako Hunter White
- Stig R. Amdam jako Torstein Norheim
- Herman Tømmeraas jako Stian Norheim
- Ellen Dorrit Petersen jako Cecilia
- Morten Holst jako Kristian
- Maria Alm Norell jako Anna Norheim
- Ragnhild Gudbrandsen jako Lillian Norheim
- Clarence Smith jako Raylan White
- Gerald Pettersen jako Olav Norheim
- Bjørn Myrene jako Vegard[1]

## Produkcja
Zdjęcia do filmu kręcono w mieście Bergen w Norwegii.

## Odbiór

### Box office
Łączny przychód ze sprzedaży biletów osiągnął wysokość blisko 1,6 miliona dolarów.

### Reakcja krytyków
Film spotkał się ze średnią reakcją krytyków. W agregatorze recenzji Rotten Tomatoes 67% z 6 recenzji uznano za pozytywne, a średnia ocen wyniosła 5,6 na 10.